# Sân bay Enontekiö
Sân bay Enontekiö là một sân bay ở Enontekiö, Phần Lan (IATA: ENF, ICAO: EFET).
Các chuyến bay thuê bao là đối tượng khách chủ yếu của sân bay này, chiếm gần 95% số lượng khách. Các chuyến bay thường lệ nối với Enontekiö chỉ được thực hiện vào mùa Xuân. Công ty Finncomm Airlines cung cấp dịch vụ bay trực tiếp nối Enontekiö vớiHelsinki-Vantaa giữa tháng 3 và tháng 5. Lượng khách mỗi năm là 13.700.